# کنگو اوکای
کنگو اوکای (ژاپنی: 鵜飼 建吾؛ زادهٔ ۲۸ اوت ۱۹۸۵) یک بازیکن فوتبال اهل ژاپن است.
از باشگاه‌هایی که در آن بازی کرده‌است می‌توان به باشگاه فوتبال ونتفورت کوفو و باشگاه فوتبال فاگیانو اوکایاما اشاره کرد.